# Rubato
Nella terminologia musicale, rubato, riferito a tempo, è un'indicazione di espressione che indica un leggero aumento, o diminuzione del tempo di un brano a discrezione dell'esecutore, del direttore o previsto dall'autore stesso, ovvero un libero andamento o interpretazione nell'esecuzione del tempo per cui il valore di alcune note è ora aumentato, ora diminuito, ma non deve determinare nel pezzo la mancanza di un tempo di base.
Il rubato implica un'alterazione del rapporto tra le note scritte e quelle suonate. Consiste in un'esecuzione non metronomica nella quale ogni ritenuto o rallentando viene subito compensato da un accelerando o viceversa, in modo da accrescere l'espressività ma mantenendo nel complesso il tempo ritmico delle battute, come ebbe a scrivere Pier Francesco Tosi in un suo trattato di canto «il rubamento nel patetico presuppone una bella restituzione».
Per fare un esempio di tecnica musicale, se un componimento riporta una semiminima seguita da una croma, il rubato può consistere nell'aggiunta di un sedicesimo al valore della prima nota, che diventa così una semiminima legata ad una semicroma; la croma che segue deve a quel punto essere accelerata ad una semicroma in modo da recuperare il tempo perduto.
Anche se in genere non scritto, il rubato è anche spesso utilizzato dai cantanti per aggiungere un effetto musicale cantando ad una velocità leggermente diversa da quella dell'accompagnamento.

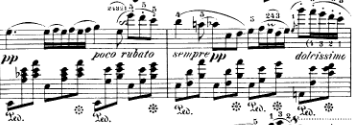
Indicazione di Tempo rubato nel Notturno op. 9 n. 2 di Chopin

Già presente nel canto fin dal XVI secolo secondo la cultura della Camerata fiorentina e nella musica strumentale dal XVII secolo, come si può leggere nella nota del I libro delle Toccate e Partite di Frescobaldi «non dee questo modo di sonar stare soggetto a battuta», è stato in seguito usato frequentemente nel romanticismo musicale ed è comune specialmente nella musica per pianoforte. Fryderyk Chopin usò molto spesso una sua particolare forma di rubato che divenne una delle caratteristiche principali del suo stile: la mano sinistra seguiva il tempo segnato, mentre la destra suonava liberamente, con leggere esitazioni, con effetti di rubato, come scrisse Franz Liszt: «le composizioni chopiniane devono essere eseguite con quel tentennamento accentuato e prosodico e con quella morbidezza la cui ragione difficilmente si svela quando non si abbia avuto l'occasione di udirle sovente», Mozart, Franz Schubert e Alexander Scriabin usarono il rubato per accrescere l'impatto emotivo dei loro pezzi. Si racconta che mentre Schubert stava suonando al Burgtheater nel 1825, fu applaudito da Salieri che si complimentò con lui per il modo in cui aveva utilizzato il rubato.